# Дом Голенищева-Кутузова
Дом Голенищева-Кутузова — памятник архитектуры, особняк, построенный в 1822 году по проекту известного зодчего Карла Росси для военного генерал-губернатора Санкт-Петербурга П. В. Голенищева-Кутузова. Расположен в Санкт-Петербурге по адресу Площадь Искусств, 3.

## Архитектурные особенности
Здание имеет 3 этажа, фасад которых не оформлен ордером. Первый этаж рустован. Верхний этаж надстроен аттиком.
Интерьеры частично изменялись в 1843 (арх. Г. Ю. Боссе), а также в начале XX века, однако в своём первоначальном виде до настоящего времени преимущественно не сохранились Некоторые комнаты оформлены лепниной, местами присутствуют камины.

## История
1833—1835 — дом принадлежал Е. А. Карамзиной.
1833—1837 — в особняке жили братья Виельгорские: Михаил и Матвей.
Александр Пушкин тогда был частым гостем дома Виельгорских и Карамзиной
1924—1939 — в доме проживал живописец И. И. Бродский, что было отмечено мемориальной доской. В 1949 году в особняке организовали Музей-квартиру известного художника, часть экспозиции которой занимают работы самого Исаака Израилевича, часть — других русских художников.